# Estación de Ablates
Ablates fue un apartadero ferroviario situado en el municipio español de Almonacid de Toledo, en la provincia de Toledo. Perteneció a la línea Madrid-Ciudad Real y tuvo un carácter técnico, estando operativo entre 1908 y 1988.

## Historia
El apartadero fue inaugurado en 1908, con el objetivo de servir como vía de seguridad o estrelladero para los trenes que circulasen por esta zona debido a la pronunciada rampa que existía. Las instalaciones formaban parte de la línea Madrid-Ciudad Real, de ancho ibérico. Dicho trazado había sido construido originalmente por la Compañía de los Caminos de Hierro de Ciudad Real a Badajoz (CRB) e inaugurado en 1879, si bien un año después pasaría a manos de la compañía MZA. En 1941, con la nacionalización de los ferrocarriles de ancho ibérico, las instalaciones pasaron a manos de RENFE.
Hacia 1969-1970 el apartadero fue reclasificado como apeadero sin personal. En enero de 1988 se clausuraron las instalaciones y la mayor parte de la línea Madrid-Ciudad Real debido a la construcción del Nuevo Acceso Ferroviario a Andalucía. Como resultado, las instalaciones de Ablates fueron demolidas en su totalidad, no conservándose en la actualidad.